# Maria Schaumayer
Maria Schaumayer (* 7. Oktober 1931 in Graz; † 23. Jänner 2013 in Wien) war eine österreichische Wirtschaftswissenschaftlerin und Politikerin (ÖVP). Von 1990 bis 1995 war sie Präsidentin der Oesterreichischen Nationalbank. In dieser Funktion war sie die erste Frau weltweit.

## Leben

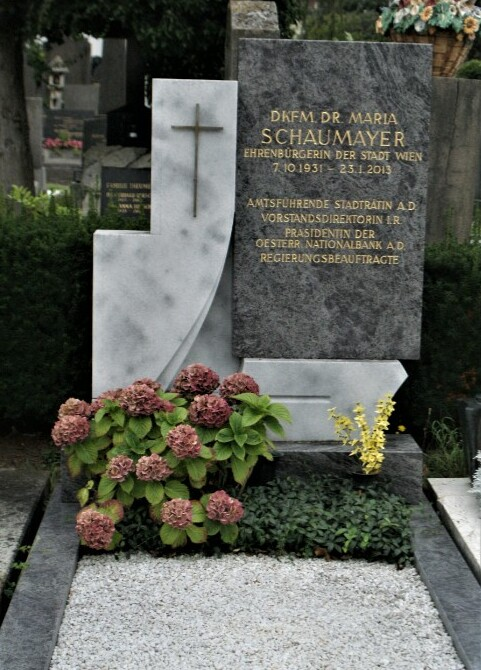
Grabstätte von Maria Schaumayer

Die Mutter von Maria Schaumayer hieß ebenfalls Maria und war Direktorin einer Knaben-Volksschule. Der Vater von Maria Schaumayer war Absolvent der Boku Wien, Obst- und Weinbau und war Direktor der Weinbauschule Silberberg, bei Leibnitz. Als er es ablehnte, der NSDAP beizutreten, wurde er 1939 zwangspensioniert.
1949 maturierte Maria Schaumayer mit Auszeichnung am Realgymnasium in Fürstenfeld und studierte dann bis 1952 an der Hochschule für Welthandel in Wien Welthandel und Wirtschaftswissenschaften und Rechtswissenschaft an der juridischen Fakultät Innsbruck und schloss mit den Titeln Dkfm. und Mai 1954 Dr. rer. oec. ab. Ihre Dissertation hatte den Titel Moderne Marktforschung und Marktwerbung im Export.
Zunächst war Schaumayer in der damals sehr angesehenen, der sogenannten „schwarzen Reichshälfte“ (d. h. dem Einflussbereich der ÖVP) zugerechneten Creditanstalt tätig, wo sie 1961 Handlungsbevollmächtigte wurde. Sie war Mitglied des Wiener Akademikerbunds.
In der Stadt Wien war Maria Schaumayer von 1965 bis 1973 als von der ÖVP nominierte amtsführende Stadträtin Mitglied des Stadtsenats und der Landesregierung: zuständig für städtische Unternehmungen (Stadtwerkestadträtin, Stadtsenat Marek I, 1965 bis 1969) und für baubehördliche und sonstige technische Angelegenheiten (Stadtsenate Marek II, Slavik und Gratz I, 1969 bis 1973). Von 1969 bis 1982 gehörte sie dem Wiener Landtag und Gemeinderat an. 1974 wurde sie Vorstandsmitglied der Kommunalkredit AG in Wien.
Von 1982 bis 1989 war sie Finanzvorstand der ÖMV, von 1990 bis 1995 Präsidentin der Oesterreichischen Nationalbank. Anlässlich ihres 60. Geburtstags gründete sie 1991 die Stiftung für Frauen in der Wirtschaft, die Förderpreise vergibt. Sowohl während der Ausübung ihres Berufs, wie auch noch in der Pension, förderte sie die Karrieren von Frauen. Frauenquoten lehnte sie dabei jedoch als implizit frauenfeindlich ab. Ab 2000 war sie Regierungsbeauftragte für die Entschädigung der Zwangsarbeiter unter dem NS-Regime. In dieser Funktion war sie maßgeblich am Abschluss von bilateralen Verträgen zwischen der Republik Österreich und sechs europäischen Staaten sowie den USA beteiligt und konnte eine Einigung mit einer von Anwalt Ed Fagan vertretenen Gruppe von Zivilklägern erreichen. Durch die Errichtung des Österreichischen Fonds für Versöhnung, Frieden und Zusammenarbeit haben rund 132.000 ehemalige Zwangsarbeiter eine Entschädigung erhalten.
Maria Schaumayer, die am 23. Jänner 2013 starb, wurde am 2. Februar 2013 auf dem Döblinger Friedhof in einem ehrenhalber gewidmeten Grab (Gruppe 34, Reihe 5, Nummer 16) beigesetzt. Im Jahr 2014 wurde in Wien-Döbling (19. Bezirk) der Schaumayerplatz nach ihr benannt und 2016 in Maria-Schaumayer-Platz umbenannt.

## Zitate
Schaumayer bezeichnete sich als „Eisbrecherin“ für Frauen.
Ausruf von ihr in der OeNB, frei nach Theresa von Avila: „Lieber Gott, lasst mich in allen wichtigen Belangen rasch erfüllt zur Sache kommen.“

## Auszeichnungen
- Verleihung des Titels Kommerzialrat
- 1973: Großes Goldenes Ehrenzeichen für Verdienste um die Republik Österreich
- 1984: Großes Goldenes Ehrenzeichen für Verdienste um das Land Wien
- 1992: Großes Goldenes Ehrenzeichen des Landes Steiermark mit dem Stern
- 1992: Ehrensenatorin der Wirtschaftsuniversität Wien
- 1995: Großes Silbernes Ehrenzeichen am Bande für Verdienste um die Republik Österreich
- 1996: Ehrenbürgerin von Wien
- 2000: Großes Goldenes Ehrenzeichen am Bande für Verdienste um die Republik Österreich[11]
- 2001: Großes Goldenes Ehrenzeichen Pro Merito am Bande der Wirtschaftsuniversität Wien
- 2004: Liste der 50 wichtigsten Österreicher der letzten 50 Jahre bei einer Leserumfrage der Tageszeitung Kurier
- 2006: erstes weibliches Ehrenmitglied der Österreichischen Akademie der Wissenschaften[12]
- 2007: Großer Leopold-Kunschak-Preis[13]
- 2008: Ehrensenatorin der Universität Innsbruck
- 2011: Frauen-Lebenswerk-Preis beim Käthe-Leichter-Preis

### Ehrungen
Zu ihrem 80. Geburtstag erfolgte am 4. Oktober 2011 ein Festakt in der Nationalbank, Wien.
Die OeNB schuf das Dr.-Maria-Schaumayer-Habilitationsstipendium für junge Wissenschaftlerinnen, das an ihrer alma mater, der heutigen Wirtschaftsuniversität Wien, ausgeschrieben wird.

## Publikationen
- Moderne Marktforschung und Marktwerbung im Export, Innsbruck 1954 (Dissertation)
- Kontrolle, Kritik, Kontrast. Protokolle Wiener Gemeinderat, 1970
- Das Geld- und Kreditwesen in Österreich, 1990
- Österreichs Wirtschafts- und Währungspolitik auf dem Weg nach Europa. Festschrift für Maria Schaumayer, Österreichische Nationalbank, 1991

## Stiftung
Im Jahr 1991 wurde von ihr die Dr. Maria Schaumayer Stiftung ins Leben gerufen, mit Gründungskapital ausgestattet und in der Folge laufend dotiert, die das Ziel hat, Frauen in ihrer Karriere in der Wirtschaft, Politik und Wissenschaft zu unterstützen. „Außerordentliche akademische Arbeiten aus allen Bereichen der Wissenschaft werden zwei Mal jährlich vom wissenschaftlichen Beirat begutachtet“ und ausgezeichnet – bis zum 20-jährigen Bestehen 2011 rund 810-mal. Vorstand der Stiftung ist (Stand August 2020) die ehemalige Rechtsanwältin Helga Wagner.